# Тома I д’Отреманкур
Тома I д’Отреманкур (Thomas I d’Autremencourt) в некоторых документах — де Штромонкур (de Stromoncourt) — первый сеньор Салоны (1205—1212).
Рыцарь из местечка Отреманкур в Пикардии. Участвовал в Четвёртом крестовом походе в составе войска Бонифация Монферратского, и после того, как тот стал королём Фессалоники, получил от него в лен город Салона (1205).
После смерти Бонифация Монферратского объявил себя вассалом императора Латинской империи, но по соглашению от 1210 года признал сюзеренитет князя Ахайи.
Пытался расширить свою сеньорию за счёт византийских владений в Греции. В 1210 году осадил портовый город Галаксиди. Его жители обратились за помощью к правителю Эпира Михаилу Комнин Дука. Началась война, в ходе которой эпирская армия в 1212 году захватила Салону, а Тома I д’Отреманкур погиб в бою.
Его сын Тома II в 1215 году отвоевал город, воспользовавшись тем, что после смерти Михаила Комнин Дука эпирцы вывели из него военный гарнизон.